# Heinrich Nägeli
Heinrich Nägeli (Enge, thans een stadskwartier van Zürich, 1850 - 1932) was een Zwitsers politicus.
Hij was lid van de Radicale Partij en daarna (vanaf 1894) van de Vrijzinnig Democratische Partij (FDP). 
Nägeli was lid van de Regeringsraad van het kanton Zürich. In 1889, 1893, 1898, 1905 en in 1912 was hij ook voorzitter van de Regeringsraad (dat wil zeggen regeringsleider) van het kanton Zürich. 